# 천 개의 찬란한 태양
《천 개의 찬란한 태양》(A Thousand Splendid Suns)은 할레드 호세이니의 두 번째 소설이다. 
2003년에 쓴 데뷔작 《연을 쫓는 아이》에 이은 작품으로 2007년 5월에 출간되었다. 1960년대부터 2003년까지 두 아프간 여자의 격동적 삶에 초점을 맞추고 있다.

## 인물
- 마리암: 1959년 헤라트에서 태어난 타지크 족으로 잘릴과 나나 간에 태어난 사생아다.
- 나나: 마리암의 모친으로 잘릴의 집의 하인이었다.
- 물라 파이줄라: 마리암의 어렸을 적 코란 선생이자 친구다.
- 잘릴: 마리암의 부친으로 나나를 제외하면 3명의 아내를 거느린 부자다.
- 라일라: 파리바와 바비 간에 태어났다.
- 바비: 라일라의 부친으로 교사다.
- 파리바: 라일라의 모친이다.
- 라시드: 파시툰 족이며, 신발 만드는 사람이고 이 소설에선 적대자로 비춰진다.
- 타리크: 라일라의 첫 사랑이다